# グローバルBiz専門職大学
グローバルBiz専門職大学(グローバルビズせんもんしょくだいがく、英語: Globiz Professional University)は、神奈川県川崎市に本部を置く私立の専門職大学である。

## 沿革
- 2022年9月 - 文部科学省より認可。
- 2023年4月 - 開学。
  - 2023年度受験者数6名、合格者数3名、入学者数3名[1]。
- 2025年3月25日 - 文部科学省は省令に基づき、令和6年度（2024年度）の「設置計画履行状況等調査」の結果を公表[2]。この中で本学について、「収容定員充足率が0.09倍と著しく低い。教育内容の更なる充実を図りつつ、提示された学生確保に向けた取組等を確実に実施するとともに、より効果的な改善策を新たに講じる等、入学定員の更なる充足に努めること。また、速やかに長期的な学生確保の見通しを客観的根拠に基づき分析した上で、適切な入学定員の見直しを検討すること。」との「指摘事項（是正）」を付した[3]。

## 大学の目的
教育基本法及び学校教育法の定めるところに従い、「理論に裏付けられた高度な実践力を重んじ、国際社会において真に活躍する人材の育成」という創立理念の下、IT知識と技能を有し、語学力と国際センスを備えた専門職の人材を養成し、産業界において、その推進を支え、発展に貢献できることを目的とする。

## 学部及び学科
- グローバルビジネス学部 
  - グローバルビジネス学科（Faculty of Global Business Department of Global Business）（収容定員392名、入学定員98名[4]）

## 学部の目的
グローバルビジネス社会で働くための法律の知識、社会情勢を踏まえた行動力、異文化を尊重、理解する国際教養を身につけ、高度なグローバルコミュニケーション能力をもち、多国籍な現場で提案や意見交換・議論が出来る人材を育成する。また、グローバル市場の情報収集や調査、現状分析をして改善提案をする能力、プロジェクトチームを牽引し経営に貢献できる人材、ロジスティクス実務力をもち、グローバルサプライチェーンの最適化や改善提案が出来る人材を育成する。さらに、WebをはじめとするITに関する全体像を理解し、各産業分野で業務改善を提案することができる人材、経営や情報通信技術の専門的知識を総合的に理解し、これらの知識を応用することが出来る人材を育成する。

## 所在地
神奈川県川崎市川崎区駅前本町 22-1

## アクセス
- JR川崎駅から徒歩4分。
- 京急川崎駅から徒歩1分

## 大学関係者
- 深堀学園理事長 深堀和子
- 学長 平岩賢志

## 系列校
- 外語ビジネス専門学校
  - グローバルICT学科（春・秋入学）
  - 国際ビジネス学科（春入学）
  - ホテルブライダル観光学科（春入学）
  - 英語ビジネス学科（春・秋入学）
  - ビジネス日本語学科（春入学）
  - 国際ビジネス研究科（春・秋入学）
  - 日本語学科（春・秋入学）
  - 日本語研究科（春・秋入学）